# Premier Basketball League 2011
La stagione PBL 2011 fu la quarta della Premier Basketball League. Parteciparono 7 squadre in un unico girone. Rispetto alla stagione precedente si aggiunsero i Dayton Air Strikers e i Kentucky Bluegrass Stallions. I Buffalo Stampede e i Maryland GreenHawks passarono alla ACPBL, mentre i Puerto Rico Capitanes non ritornarono nella PBL. I Vermont Frost Heaves abbandonarono la lega prima dell'inizio del campionato.

## Squadre partecipanti
- Dayton A.S.
- Halifax Rainmen
- Kentucky B.S.
- Lawton Cavalry
- Quebec Kebs
- Rochester Razor.
- St John Mill Rats

## Classifica
| Squadra                      | V  | P  | PCT  | GB   |
| ---------------------------- | -- | -- | ---- | ---- |
| Lawton-Fort Sill Cavalry     | 18 | 2  | 90,0 | -    |
| Quebec Kebs                  | 14 | 6  | 70,0 | 4    |
| Rochester Razorsharks        | 12 | 8  | 60,0 | 6    |
| Halifax Rainmen              | 10 | 10 | 50,0 | 8    |
| Saint John Mill Rats         | 9  | 11 | 45,0 | 9    |
| Kentucky Bluegrass Stallions | 6  | 14 | 30,0 | 12   |
| Dayton Air Strikers          | 3  | 18 | 14,3 | 15,5 |

## Play-off

### Semifinali
| Halifax 2 aprile 2011                   | Halifax Rainmen | 92 – 93 (d.1t.s.) | Lawton-Fort Sill Cavalry |  |
| \| \| \| \| \| Thomas 17 \| Punti \| \| |                 |                   |                          |  |
|                                         |                 |                   |                          |  |
| Thomas 17                               | Punti           |                   |                          |  |

| Lawton 6 aprile 2011                     | Lawton-Fort Sill Cavalry | 81 – 91    | Halifax Rainmen |  |
| \| \| \| \| \| \| Punti \| 21 Dollard \| |                          |            |                 |  |
|                                          |                          |            |                 |  |
|                                          | Punti                    | 21 Dollard |                 |  |

| Lawton 8 aprile 2011                             | Lawton-Fort Sill Cavalry | 102 – 92  | Halifax Rainmen | Cameron University |
| \| \| \| \| \| Smith 22 \| Punti \| 23 Thomas \| |                          |           |                 |                    |
|                                                  |                          |           |                 |                    |
| Smith 22                                         | Punti                    | 23 Thomas |                 |                    |

| Rochester 1º aprile 2011                             | Rochester Razorsharks | 114 – 110 (d.1t.s.) | Quebec Kebs | Blue Cross Arena (4.738 spett.) |
| \| \| \| \| \| Crouch 24 \| Punti \| 30 McCroskey \| |                       |                     |             |                                 |
|                                                      |                       |                     |             |                                 |
| Crouch 24                                            | Punti                 | 30 McCroskey        |             |                                 |

| Québec 6 aprile 2011, ore 19:30                    | Quebec Kebs | 98 – 88     | Rochester Razorsharks | Laval University |
| \| \| \| \| \| Brown 22 \| Punti \| 20 Williams \| |             |             |                       |                  |
|                                                    |             |             |                       |                  |
| Brown 22                                           | Punti       | 20 Williams |                       |                  |

| Québec 8 aprile 2011, ore 19:30                              | Quebec Kebs | 122 – 129  | Rochester Razorsharks | Cegep Limoilou |
| \| \| \| \| \| Mitchell, Parran 25 \| Punti \| 36 Council \| |             |            |                       |                |
|                                                              |             |            |                       |                |
| Mitchell, Parran 25                                          | Punti       | 36 Council |                       |                |

### Finale PBL
| Rochester 15 aprile 2011                         | Rochester Razorsharks | 105 – 101 | Lawton-Fort Sill Cavalry | Blue Cross Arena (8.407 spett.) |
| \| \| \| \| \| Monroe 21 \| Punti \| 23 Smith \| |                       |           |                          |                                 |
|                                                  |                       |           |                          |                                 |
| Monroe 21                                        | Punti                 | 23 Smith  |                          |                                 |

| Lawton 17 aprile 2011                             | Lawton-Fort Sill Cavalry | 96 – 89   | Rochester Razorsharks | Great Plains Coliseum |
| \| \| \| \| \| Bowden 18 \| Punti \| 18 Walton \| |                          |           |                       |                       |
|                                                   |                          |           |                       |                       |
| Bowden 18                                         | Punti                    | 18 Walton |                       |                       |

| Lawton 18 aprile 2011                               | Lawton-Fort Sill Cavalry | 84 – 87    | Rochester Razorsharks | Great Plains Coliseum |
| \| \| \| \| \| Daniels 20 \| Punti \| 16 Council \| |                          |            |                       |                       |
|                                                     |                          |            |                       |                       |
| Daniels 20                                          | Punti                    | 16 Council |                       |                       |

### Tabellone
|  | Semifinali | Semifinali       | Semifinali |           |                  | Finale           | Finale | Finale |  |
|  |            |                  |            |           |                  |                  |        |        |  |
|  | 1          | Lawton-Fort Sill | 2          |           |                  |                  |        |        |  |
|  | 1          | Lawton-Fort Sill | 2          |           |                  |                  |        |        |  |
|  | 4          | Halifax          | 1          |           |                  |                  |        |        |  |
|  | 4          | Halifax          | 1          |           | Lawton-Fort Sill | Lawton-Fort Sill | 1      |        |  |
|  |            |                  |            |           | Lawton-Fort Sill | Lawton-Fort Sill | 1      |        |  |
|  |            |                  | Rochester  | Rochester | 2                |                  |        |        |  |
|  | 3          | Rochester        | Rochester  | Rochester | 2                | 2                |        |        |  |
|  | 3          | Rochester        |            |           |                  |                  |        |        |  |
|  | 2          | Quebec           | 1          |           |                  |                  |        |        |  |

## Vincitore
| Campione PBL 2011                 |
| --------------------------------- |
| Rochester Razorsharks (3º titolo) |

## Statistiche
| Categoria             | Giocatore       | Squadra               | Stat |
| --------------------- | --------------- | --------------------- | ---- |
| Punti per gara        | Quinnel Brown   | Quebec Kebs           | 20,5 |
| Rimbalzi per gara     | Erik Crookshank | Halifax Rainmen       | 10,8 |
| Assist per gara       | Royce Parran    | Quebec Kebs           | 7,5  |
| Palle rubate per gara | Royce Parran    | Quebec Kebs           | 2,7  |
| Stoppate per gara     | Jared Carter    | Rochester Razorsharks | 1,7  |
| FG%                   | Erik Crookshank | Halifax Rainmen       | 69,2 |

## Premi PBL
- PBL Most Valuable Player: Quinnel Brown, Quebec Kebs
- PBL Coach of the Year: Rob Spon, Quebec Kebs
- PBL Defensive Player of the Year: Eric Crookshank, Halifax Rainmen
- PBL Rookie of the Year: Todd McCoy, Rochester Razorsharks
- PBL Newcomer of the Year: Kenny Jones, Kentucky Bluegrass Stallions
- PBL Sixth Man of the Year: Eddie Smith, Lawton-Fort Sill Cavalry
- PBL Playoffs MVP: Melvin Council, Rochester Razorsharks
- All-PBL First Team
  - Anthony Anderson, Saint John Mill Rats
  - Quinnel Brown, Quebec Kebs
  - Josh Dollard, Halifax Rainmen
  - Elvin Mims, Lawton-Fort Sill Cavalry
  - Mike Williams, Rochester Razorsharks
- All-PBL Second Team
  - Jared Carter, Rochester Razorsharks
  - Eric Crookshank, Halifax Rainmen
  - Kenny Jones, Kentucky Bluegrass Stallions
  - Royce Parran, Quebec Kebs
  - Philip Perry, Dayton Air Strikers
- All-PBL Third Team
  - Marc Egerson, Saint John Mill Rats
  - Tommy Mitchell, Halifax Rainmen/Quebec Kebs
  - Sammy Monroe, Rochester Razorsharks
  - Dwuan Rice, Saint John Mill Rats
  - Eddie Smith, Lawton-Fort Sill Cavalry
- PBL All-Rookie First Team:
  - Maurice Acker, Quebec Kebs
  - Reginald Delk, Kentucky Bluegrass Stallions
  - Kavon Jones, Halifax Rainmen
  - Todd McCoy, Rochester Razorsharks
  - Terry Martin, Saint John Mill Rats